# جارد غوف
جارد غوف (بالإنجليزية: Jared Goff) هو لاعب كرة قدم أمريكية أمريكي، ولد في 14 أكتوبر 1994 في نوفاتو في الولايات المتحدة.

## وصلات خارجية
- جارد غوف على موقع إي إس بي إن.كوم (أن.أف.أل)3
- جارد غوف على موقع مرجع كرة القدم المحترفة.كوم (الإنجليزية)
- جارد غوف على موقع كلية كرة القدم في سبورتس رفرنس.كوم (الإنجليزية)